# Cristal phononique
 (mars 2024).
Un cristal phononique est un matériau de structure périodique (c'est-à-dire composée « d'éléments identiques disposés à intervalles réguliers »), de propriétés élastiques distinctes, conçue pour modifier la propagation des ondes acoustiques de la même manière qu'un potentiel périodique dans un cristal semiconducteur affecte le déplacement des électrons en créant des bandes d'énergie autorisées et interdites (ou pour prendre un autre exemple :  de la même manière que la lumière dans un cristal photonique).
L'absence de modes propagatifs des ondes acoustiques dans de telles structures, dans une plage de longueurs d'onde donnée est alors qualifiée de bande interdite (en anglais : band gap).
La propagation du son dans ces structures élastiques périodiques a lieu par l'intermédiaire d'ondes évanescentes, et récemment (2002), il a été prouvé que le mécanisme par lequel les ondes traversent ces structures est analogue à celui de l'effet tunnel.
Pour la fréquence correspondant à la bande interdite, on observe une atténuation d'une onde plane incidente. Cette atténuation est d'autant plus prononcée que l'épaisseur de la structure périodique est importante. La décroissance de l'intensité acoustique dans un tel milieu est exponentielle en fonction de la profondeur de pénétration de l'onde.
La bande interdite peut donc être caractérisée par l'atténuation introduite, mais également par son effet sur la phase de l'onde incidente. En effet, dans le gap, il est possible d'observer une inversion de la pente de la vitesse de phase fonction de la fréquence. Cela est caractéristique d'une dispersion anormale.
Enfin, il est possible de montrer que le temps de groupe à la traversée de l'échantillon de cristal phononique tend vers une valeur constante quelle que soit l'épaisseur de l'échantillon, et donc que la vitesse de groupe augmente linéairement avec l'épaisseur : il s'agit de l'effet Hartman.

## Utilisations envisagées
Certains de ces cristaux (phononiques) ont des propriétés acoustiques rares : quand les ondes sonores pénètrent le cristal, elles rencontrent ses différents éléments et sont réfléchies en formant des interférences. Ces dernières dépendent de la fréquence et elles peuvent être destructives  et rapidement atténuer les ondes acoustiques.
La structure périodique d'un tel cristal peut être conçue de manière que dans une gamme de fréquences donnée les ondes ne  puissent plus traverser le cristal car intégralement renvoyées (comme par un miroir), formant une « bande interdite » dans cette gamme de fréquences.
Abdelkrim Khelif du CNRS compare un tel cristal « à une forêt, régulièrement  plantée  d'arbres, dans laquelle  un  promeneur  n'entendrait  plus certains sons alors qu'il en percevrait d’autres distinctement ».
Ceci permet en principe de confiner de l'énergie acoustique dans un cristal, ou de guider une onde acoustique dans un cristal phononique, via des défauts volontairement  introduits dans la structure régulière du cristal, qui deviennent des guides d'ondes (à échelle nanométrique).
Un « circuit phononique » (et/ou photonique) pourrait donc fonctionner de la même manière qu'un circuit électroniques (et être intégré dans un dispositif électronique plus complexe). Certains cristaux dits “phoXoniques” sont à la fois phononiques et photoniques.